# Sense of Occasion
Sense of Occasion è un album dei Fairport Convention pubblicato nel 2007.

## Tracce
1. Keep On Turning The Wheel – 4:10
2. Love On Farmboy's Wages – 4:03
3. Bowman's Return – 4:13
4. South Dakota To Manchester – 4:06
5. Spring Song – 4:28
6. Polly On The Shore – 4:55
7. Just Dandy – 2:47
8. Tam Lin – 7:22
9. In Our Town – 3:24
10. Edge Of The World – 4:03
11. Hawkwood's Army – 4:22
12. Vision – 4:13
13. Your Heart And Mine – 3:41
14. Untouchable – 4:15
15. Galileo's Apology – 3:00
16. Best Wishes~hornpipe – 4:50